# Ufficio (locale)

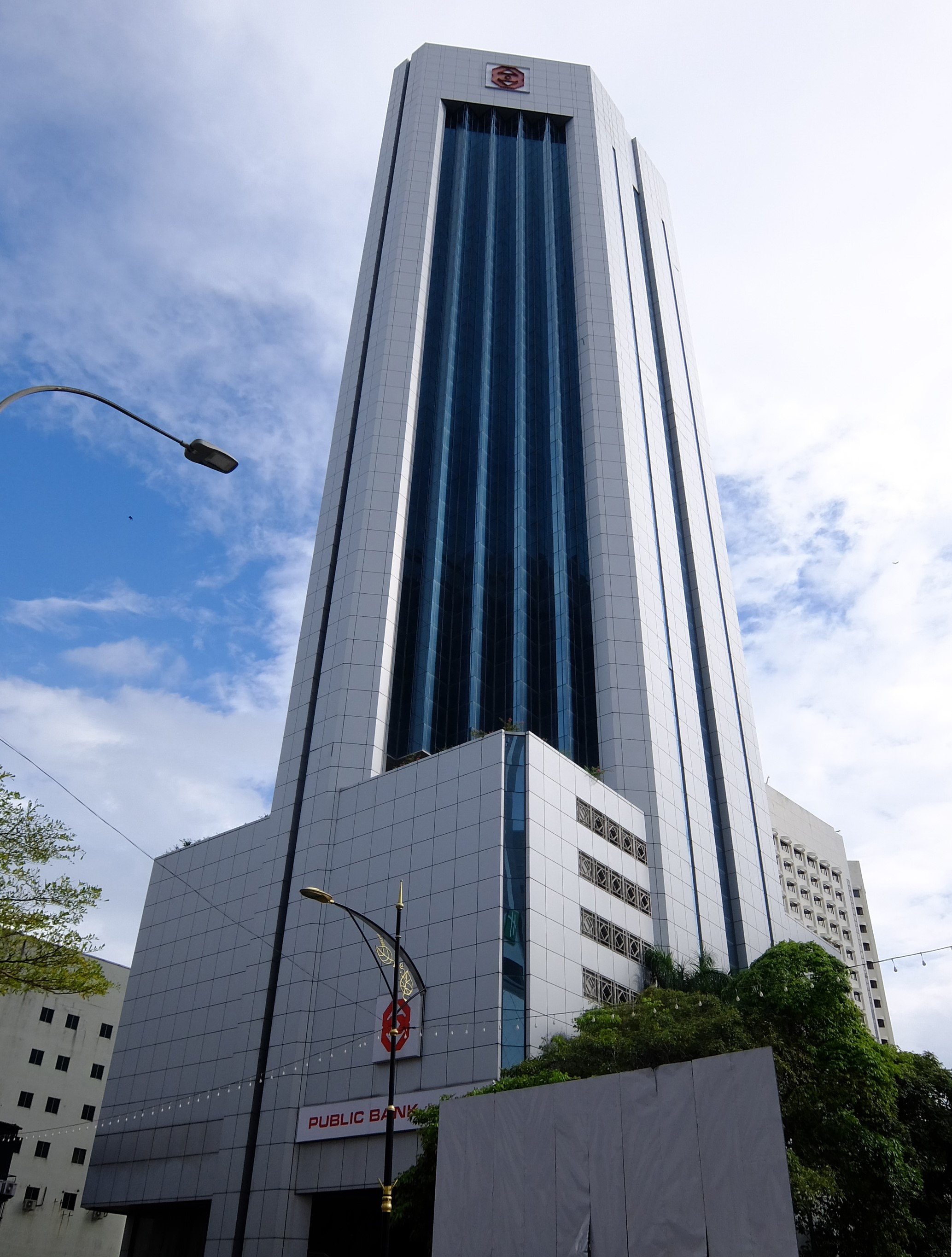
Ufficio

Un ufficio è una stanza in cui delle persone svolgono degli impieghi. Si tratta di un fenomeno architetturale e sociale. Ci sono uffici per solo una o due persone, ma anche uffici dove lavorano molte persone come i call center. Nell'accezione moderna è legato al mondo impiegatizio.

## Storia
La parola deriva dal latino officium ed ai suoi equivalenti nelle varie lingue romanze. In origine non denotava necessariamente un luogo, ma una carica (come una magistratura). Roma si può considerare la prima società in cui, per il peso che aveva la legge, venne sviluppata una burocrazia abbastanza avanzata.
Quando il mercantilismo divenne la teoria economica dominante del Rinascimento, i mercanti tendevano a condurre i loro affari negli stessi edifici, che potevano includere vendite al dettaglio, amministrazione e lavoro d'ufficio. Durante il XV secolo edifici autonomi venivano utilizzati dai mercanti per condurre i propri affari e si stava sviluppando una distinzione tra usi degli edifici ecclesiastici, governativi/militari e commerciali.
Con la crescita di organizzazioni grandi e complesse come la Royal Navy e la Compagnia delle Indie Orientali nel XVIII secolo, furono costruiti i primi spazi appositamente costruiti per gli uffici. L'Old Admiralty fu costruito nel 1726 come un edificio in mattoni a forma di U a tre piani e fu il primo edificio appositamente costruito per uffici in Gran Bretagna. Oltre agli uffici, l'edificio ospitava una sala del consiglio e appartamenti per i Lord dell'Ammiragliato. Negli anni '70 del Settecento, molti uffici sparsi per la Royal Navy furono riuniti nella Somerset House, il primo blocco appositamente costruito per il lavoro d'ufficio.
La East India House fu costruita nel 1729 in Leadenhall Street come quartier generale da cui la Compagnia delle Indie Orientali amministrava i suoi possedimenti coloniali indiani. L'azienda ha sviluppato una burocrazia molto complessa per l'attività, che ha richiesto a migliaia di impiegati d'ufficio di elaborare le pratiche burocratiche necessarie. La Società ha riconosciuto i vantaggi dell'amministrazione centralizzata e ha richiesto che tutti i lavoratori si registrassero ogni giorno presso l'ufficio centrale.
Il prezzo relativamente alto dei terreni nel nucleo centrale delle città portò ai primi edifici a più piani, che erano limitati a circa 10 piani fino a quando l'uso del ferro e dell'acciaio non consentì strutture più alte. Il primo blocco di uffici appositamente costruito fu il Brunswick Building, costruito a Liverpool nel 1841. L'invenzione dell'ascensore di sicurezza nel 1852 da parte di Elisha Otis vide la rapida escalation verso l'alto degli edifici.
Lo studio del tempo e del movimento (uno studio dei metodi di lavoro, soprattutto nell'industria o negli affari, al fine di trovare il modo più efficace di operare), introdotto per la prima volta nella produzione da F.W. Taylor e successivamente applicato all'ambiente dell'ufficio da Frank e Lillian Gilbreth, ha portato all'idea che i manager dovessero svolgere un ruolo attivo nel dirigere il lavoro dei subordinati al fine di aumentare l'efficienza di luogo di lavoro. F.W. Taylor ha sostenuto l'uso di grandi planimetrie aperte e scrivanie di fronte ai supervisori. Di conseguenza, nel 1915, la Equitable Life Insurance Company a New York City ha introdotto il "Modern Efficiency Desk" con un piano piatto e cassetti sottostanti, progettato per consentire ai manager una facile visione dei lavoratori. Ciò ha portato alla richiesta di una grande metratura per ogni piano negli edifici e al ritorno agli spazi aperti che si svilupparono negli edifici della rivoluzione preindustriale.
Tuttavia, a metà del XX secolo, ci si accorse che un ufficio efficiente richiede discrezione nel controllo della privacy, necessaria per combattere la noia legata alla scarsa produttività e per incoraggiare la creatività. Nel 1964 l'azienda Herman Miller, che si occupa di apparecchiature per ufficio, ingaggiò Robert Propst, un designer industriale che inventò il concetto di Action Office che in seguito si è evoluto nel sistema di mobili per ufficio a cubicolo.
Con la nascita di internet e dei laptop, su alcune navi sono stati installati degli uffici facenti parte del metodo di lavoro fair working.

## Tipologie
| Spazio di lavoro                                 | Descrizione | Schema                                           |
| ------------------------------------------------ | --- | ------------------------------------------------ |
| Ufficio aperto                                   | uno spazio di lavoro aperto per più di dieci persone, adatto per attività che richiedono comunicazioni frequenti o una concentrazione relativamente bassa                | Ufficio aperto                                   |
| Team space                                       | uno spazio di lavoro semichiuso da due a otto persone; adatto al lavoro di squadra che richiede una comunicazione interna frequente e un livello di concentrazione medio | Team space                                       |
| Cubicolo                                         | uno spazio di lavoro semichiuso per una persona, adatto per attività che richiedono media concentrazione e media interazione con altri colleghi                          | Cubicolo                                         |
| Ufficio privato                                  | uno spazio di lavoro chiuso per una persona, adatto per attività riservate, che richiedono molta concentrazione o includono molte piccole riunioni                       | Ufficio privato                                  |
| Ufficio condiviso                                | uno spazio di lavoro chiuso per due o tre persone, adatto per lavori che richiedono livelli di concentrazione media e lavori collaborativi in piccoli gruppi             | Ufficio condiviso                                |
| Team room                                        | uno spazio di lavoro chiuso per quattro o dieci persone; adatto a un lavoro di squadra che può essere riservato e richiede frequenti comunicazioni interne               | Team room                                        |
| Cabina studio                                    | uno spazio di lavoro chiuso per una persona; adatto per attività a breve termine che richiedono concentrazione o riservatezza                                            | Cabina studio                                    |
| Sala di lavoro                                   | uno spazio di lavoro simile a un salotto da due a sei persone; adatto per attività a breve termine che richiedono collaborazione e/o consentono interazioni estemporanee | Sala di lavoro                                   |
| Touch down                                       | uno spazio di lavoro aperto per una persona; adatto per attività a breve termine che richiedono poca concentrazione e bassa interazione                                  | Touch down                                       |
| Spazi per riunioni                               | Descrizione | Schema                                           |
| Piccola sala riunioni                            | uno spazio chiuso per riunioni da due a quattro persone, adatto sia per interazioni formali che informali                                                                | Piccola sala riunioni                            |
| Ampia sala riunioni                              | uno spazio chiuso per riunioni da cinque a dodici persone, adatto per interazioni formali                                                                                | Ampia sala riunioni                              |
| Piccolo spazio per riunioni                      | uno spazio per riunioni aperto o semiaperto per due o quattro persone; adatto per interazioni brevi e informali                                                          | Piccolo spazio per riunioni                      |
| Ampio spazio per riunioni                        | uno spazio per riunioni aperto o semiaperto da cinque a dodici persone; adatto per interazioni brevi e informali                                                         | Ampio spazio per riunioni                        |
| Sala del brainstorming                           | uno spazio chiuso per riunioni da cinque a dodici persone; adatto per sessioni di brainstorming e workshop                                                               | Sala del brainstorming                           |
| Punto d'incontro                                 | un punto d'incontro aperto per due o quattro persone; adatto per incontri ad hoc e informali                                                                             | Punto d'incontro                                 |
| Spazi di supporto                                | Descrizione | Schema                                           |
| Spazio di archiviazione per documenti            | uno spazio di supporto aperto o chiuso per l'archiviazione di cartelle e documenti utilizzati di frequente                                                               | Spazio di archiviazione per documenti            |
| Spazio di stoccaggio per materiale di uso comune | uno spazio di supporto aperto o chiuso per lo stoccaggio di forniture per ufficio di uso comune                                                                          | Spazio di stoccaggio per materiale di uso comune |
| Area per stampa e fotocopie                      | uno spazio di supporto aperto o chiuso con strutture per la stampa, la scansione e la copia di documenti (tramite scanner, fotocopiatrici e stampanti)                   | Area per stampa e fotocopie                      |
| Area della posta                                 | uno spazio di supporto aperto o semiaperto in cui i dipendenti possono ritirare o consegnare la posta                                                                    | Area della posta                                 |
| Area dispensa                                    | uno spazio di supporto aperto o chiuso dove i dipendenti possono ottenere rinfreschi e sono conservati forniture per l'ospitalità dei visitatori                         | Area dispensa                                    |
| Area di pausa o area ristoro                     | uno spazio di supporto semiaperto o chiuso dove i dipendenti possono prendersi una pausa dal proprio lavoro                                                              | Area di pausa o area ristoro                     |
| Area degli armadietti                            | uno spazio di supporto aperto o semiaperto in cui i dipendenti possono riporre i propri effetti personali                                                                | Area degli armadietti                            |
| Sala fumatori                                    | uno spazio di supporto chiuso dove i dipendenti possono fumare una sigaretta                                                                                             | Sala fumatori                                    |
| Biblioteca                                       | uno spazio di supporto semiaperto o chiuso per la lettura di libri, giornali e riviste                                                                                   | Biblioteca                                       |
| Sala giochi                                      | uno spazio di supporto chiuso dove i dipendenti possono giocare (ad es. giochi per computer, biliardo, freccette)                                                        | Sala giochi                                      |
| Area di attesa                                   | uno spazio di supporto aperto o semiaperto dove i visitatori possono essere ricevuti e possono attendere il loro appuntamento                                            | Area di attesa                                   |
| Spazio di circolazione                           | spazio di supporto necessario per la circolazione sui piani degli uffici, che collega tutte le funzioni principali dei componenti                                        | Spazio di circolazione                           |
| Sala di allattamento                             | spazio di supporto per le donne in stato di allattamento dei propri figli                                                                                                | Indicazione per sala di allattamento             |

## Galleria d'immagini

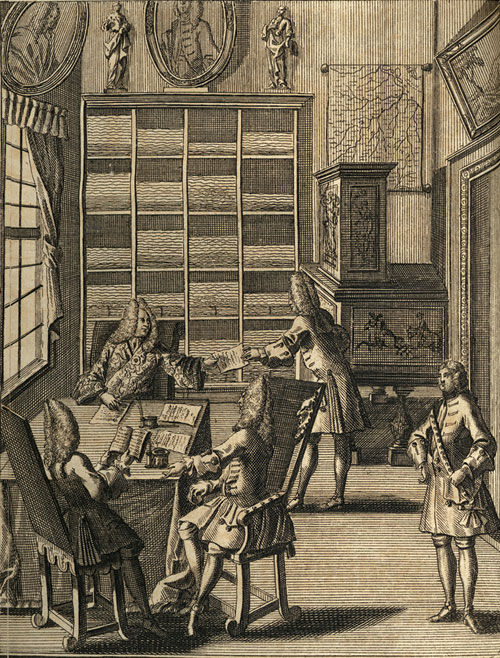
Uno dei primi uffici europei
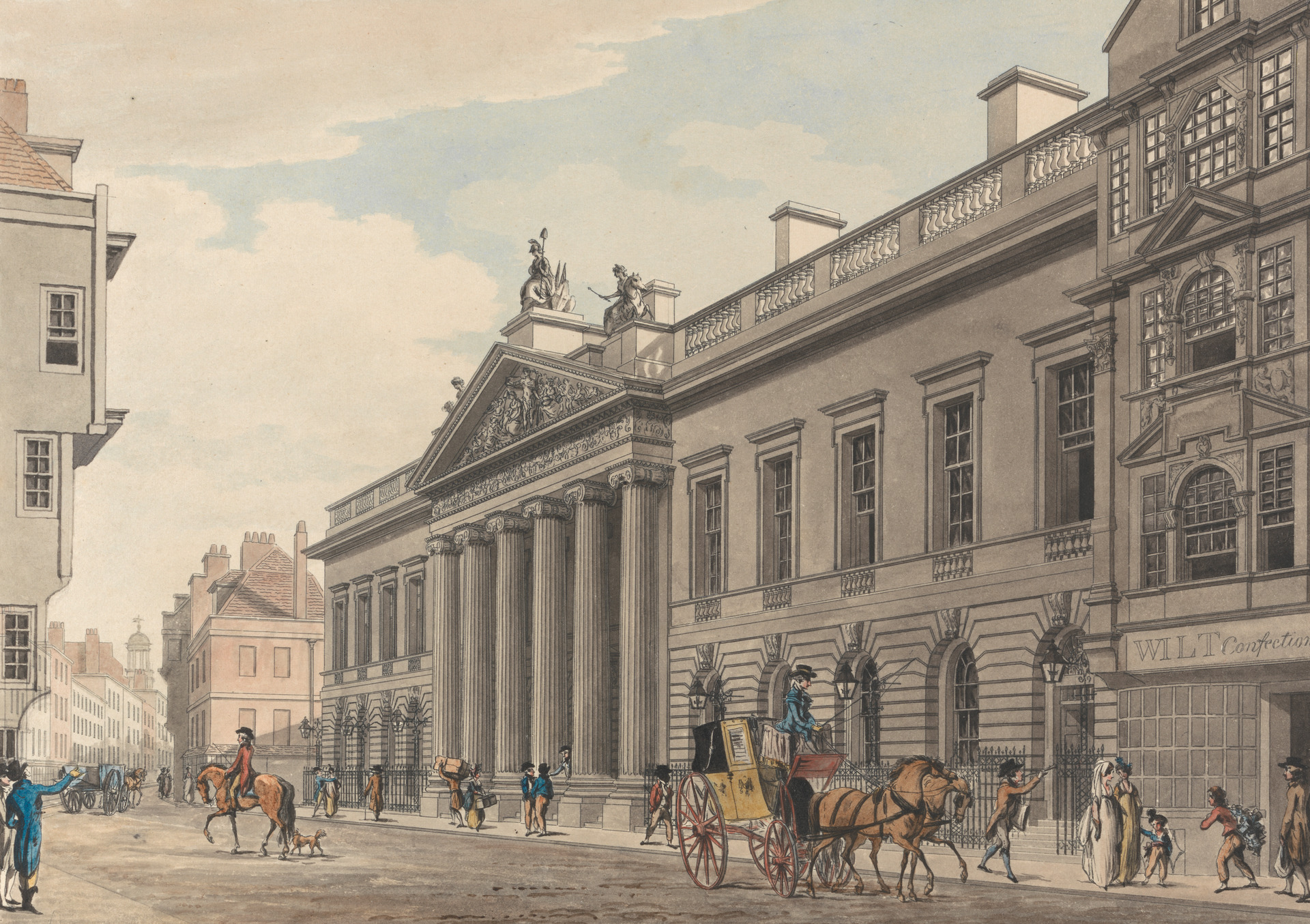
Il vasto complesso dell'estesa East India House intorno al 1800. L'azienda ha impiegato un esercito di burocrati per amministrare i suoi territori in India.
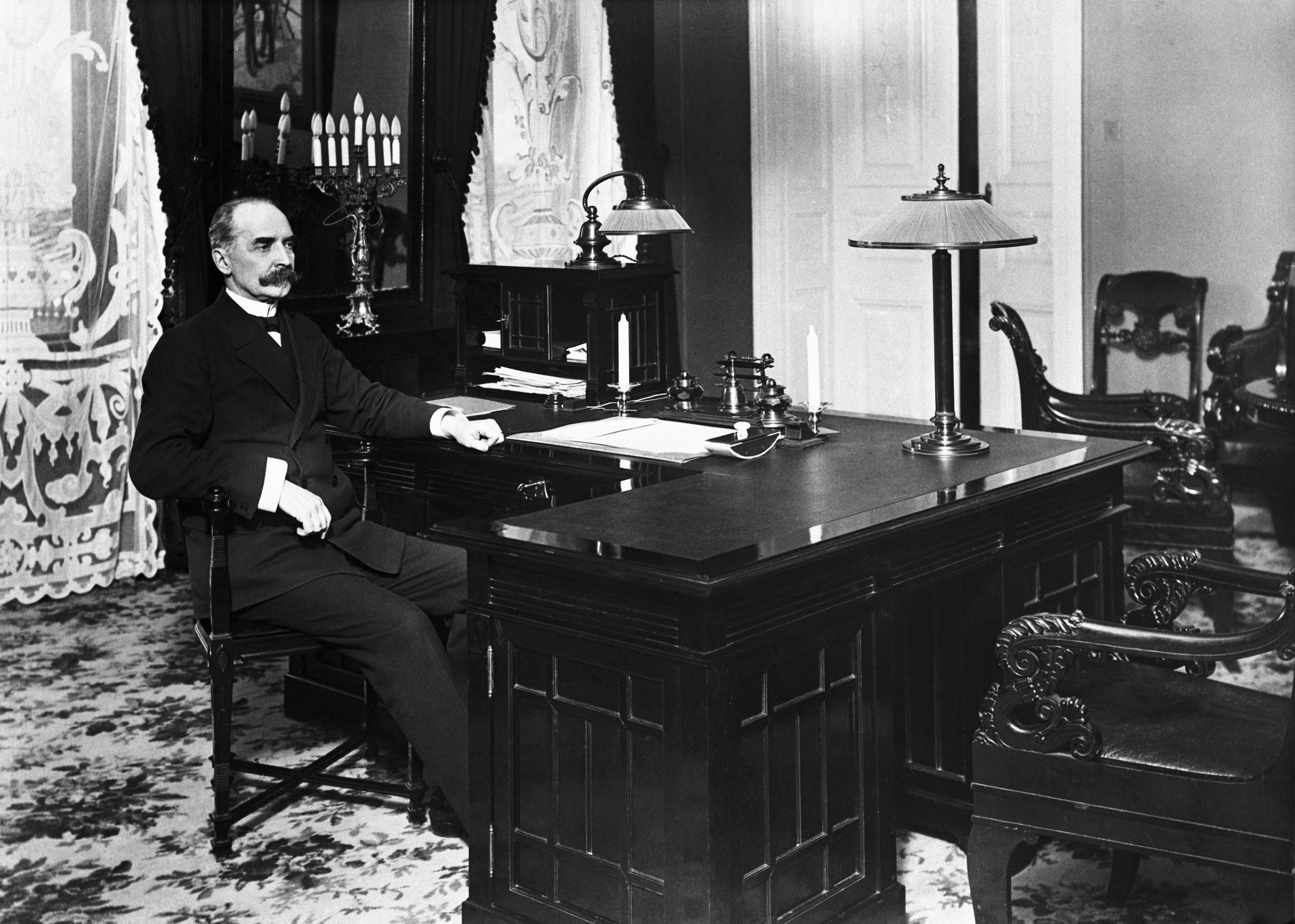
KJ Ståhlberg, il Presidente della Finlandia, nel suo ufficio nel Palazzo Presidenziale, Helsinki, nel 1919
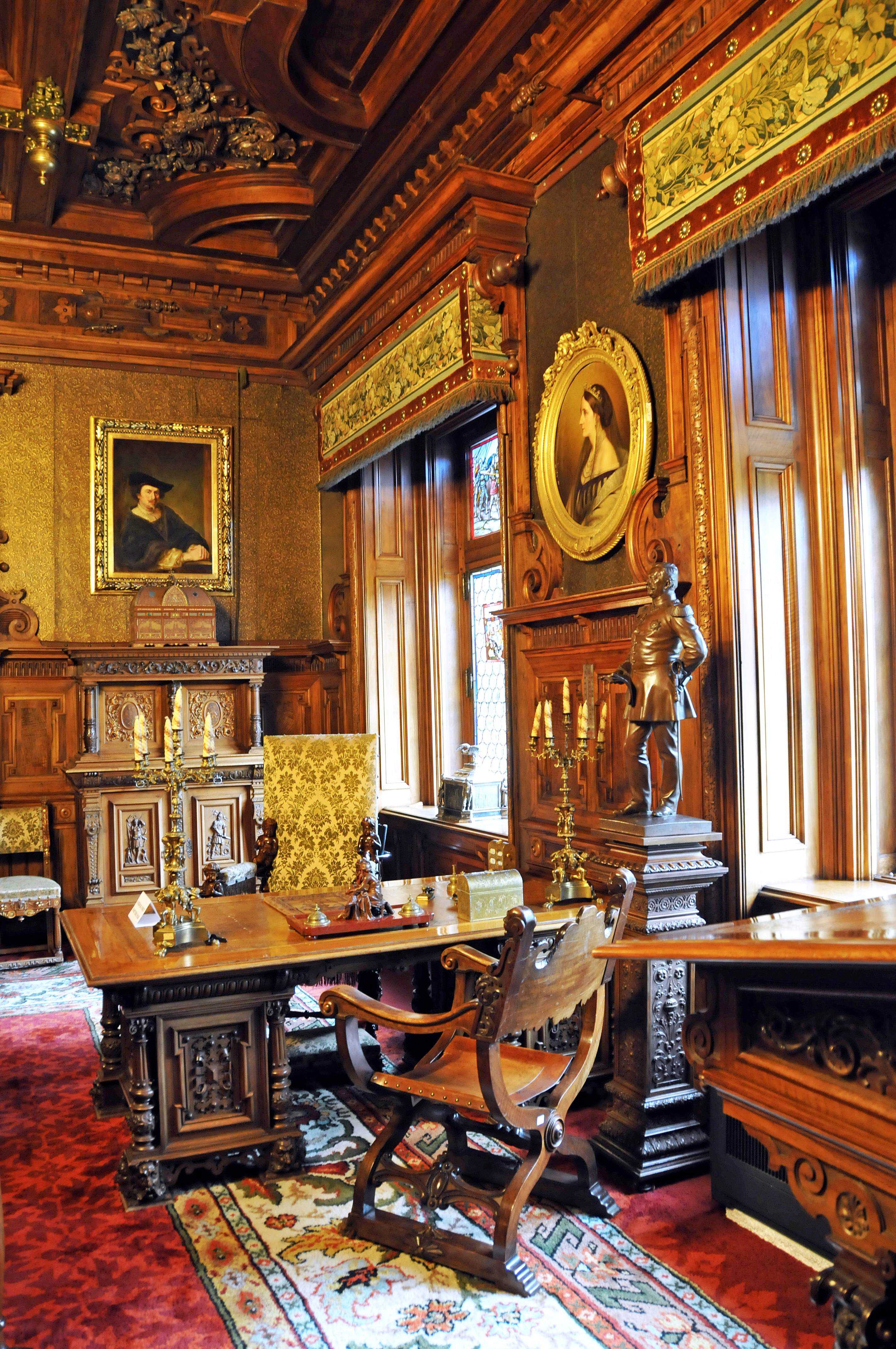
L'ufficio del re Carol I di Romania del castello di Peleș (Sinaia, Romania)
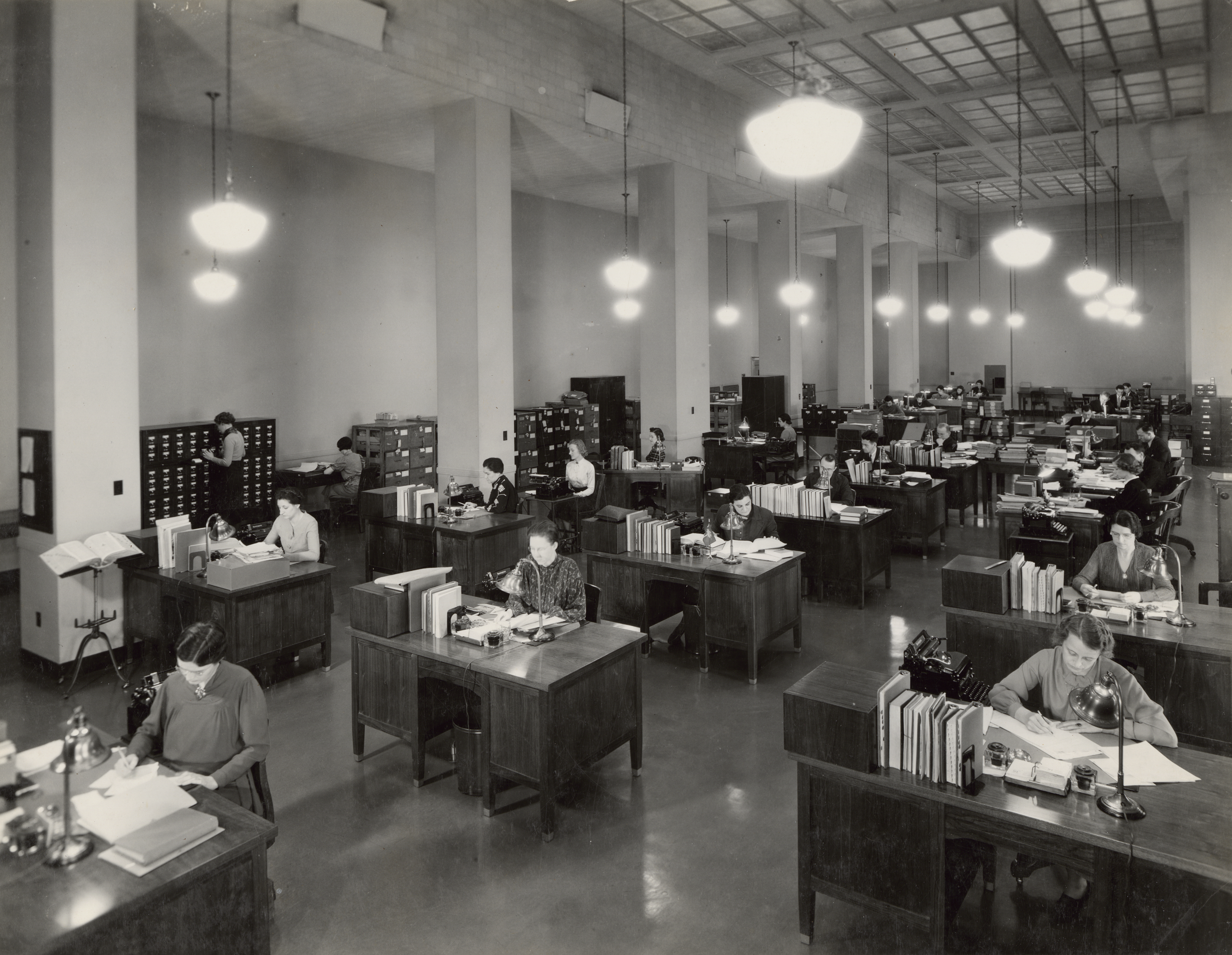
Immagine del 1937 della Division of Classification and Cataloging, National Archives, Stati Uniti
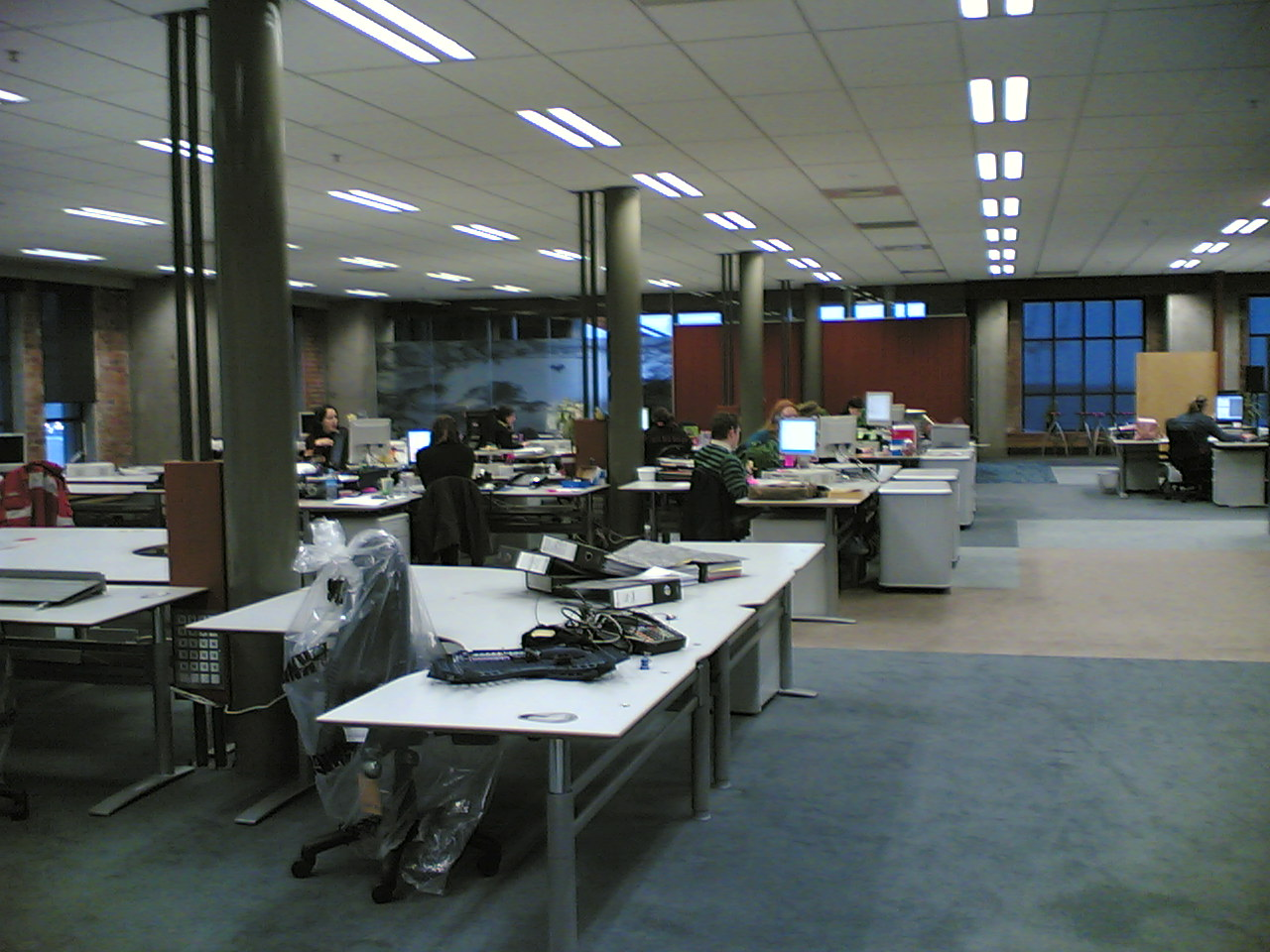
Uffici moderni TradeMe a pianta aperta, Wellington, Nuova Zelanda
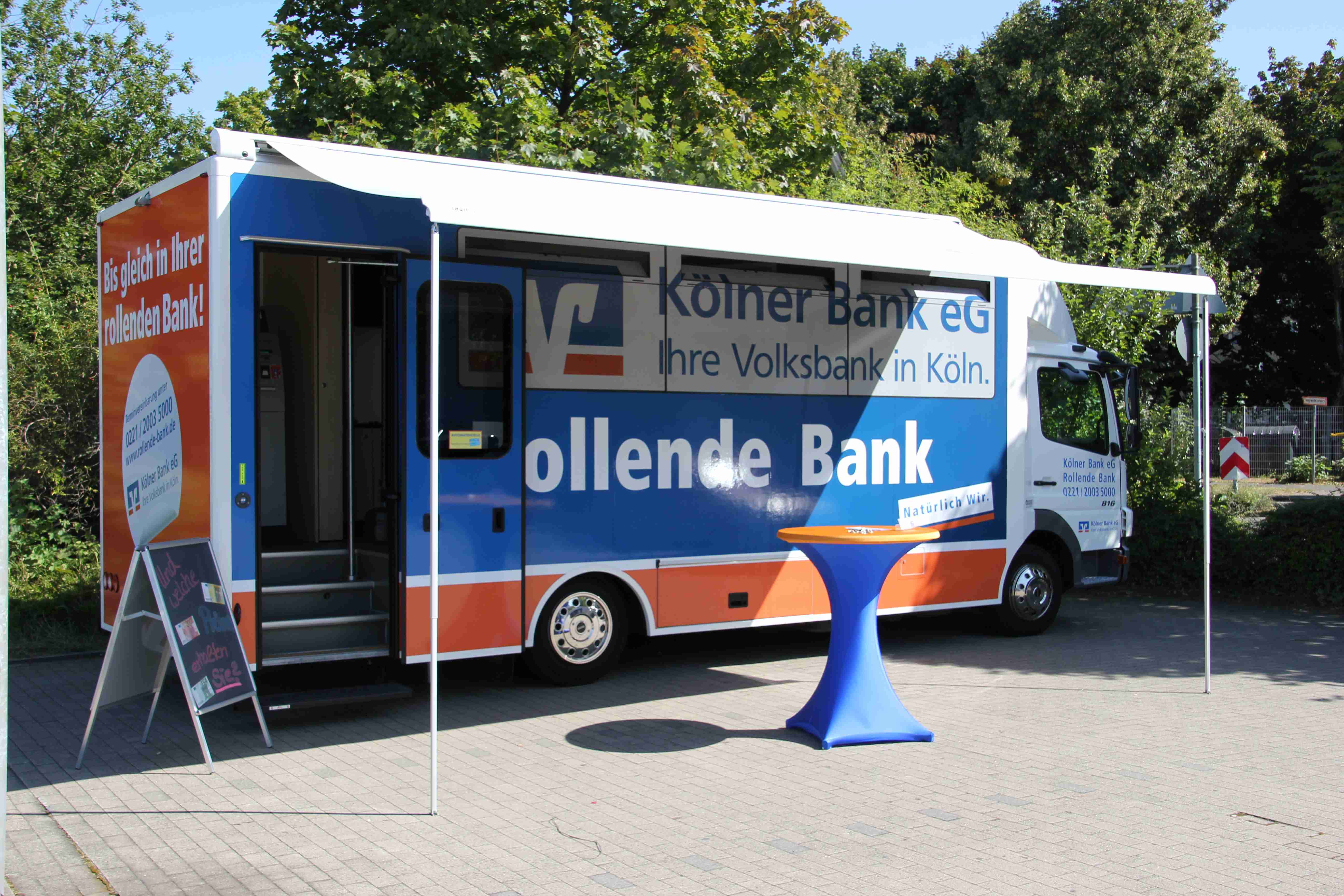
Un ufficio mobile è un ufficio costruito all'interno di un camion, camper, rimorchio o container. Si trovano spesso nei cantieri o nelle scene di disastri (ad esempio un luogo travolto da terremoto) in cui è necessario uno spazio ufficio temporaneo[36].
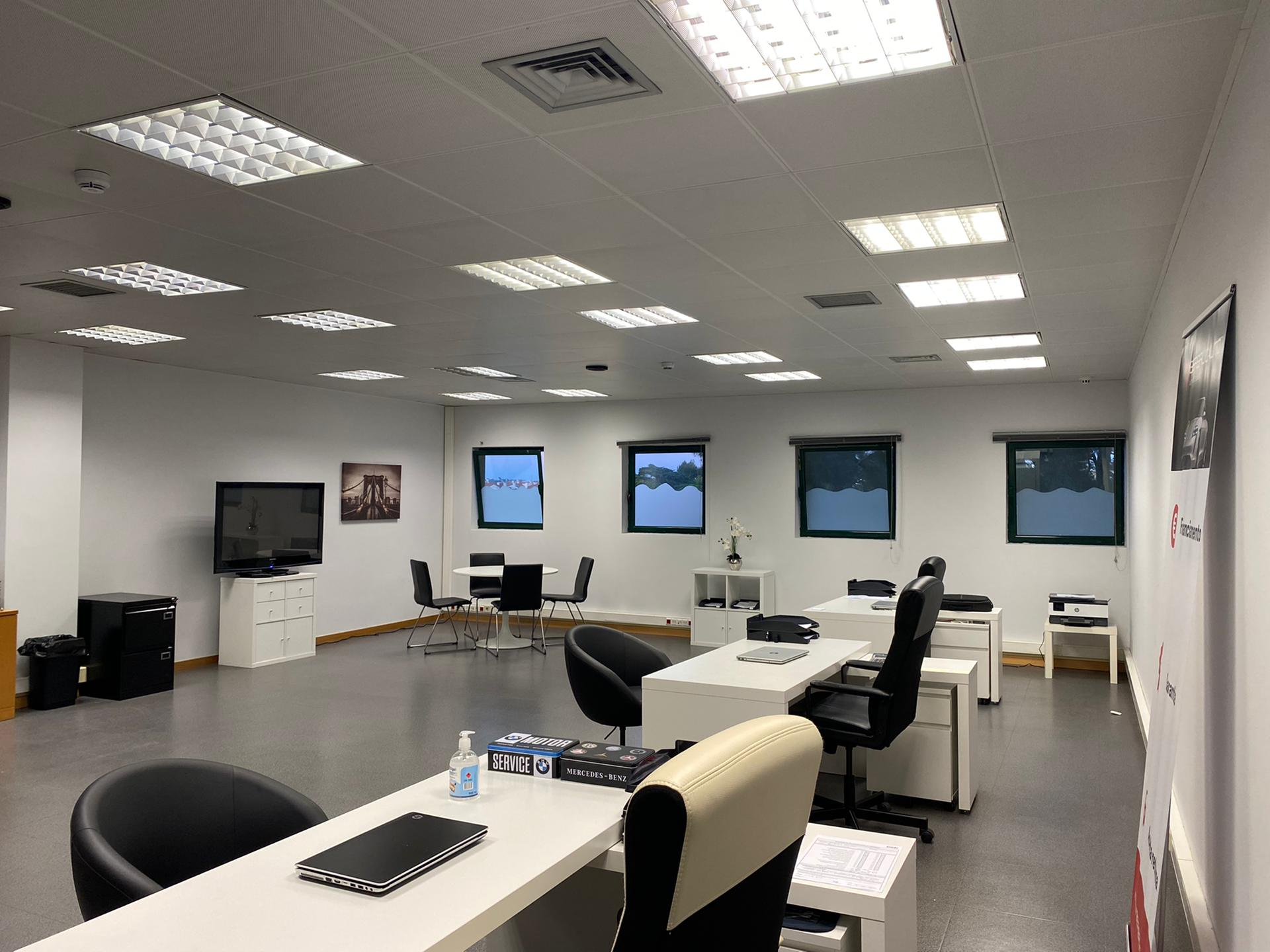
Un ufficio virtuale fa parte del settore degli spazi di lavoro flessibili che fornisce alle aziende qualsiasi combinazione di servizi, spazio e/o tecnologia, senza che le aziende sostengano le spese di un ufficio tradizionale. Nati negli anni '60, si sono poi evoluti grazie al digitale[37][38].